# Joseph Brahim Seïd
Joseph Brahim Seïd (1927-1980) var en tchadisk politiker og forfatter. Han var justitsminister i Tchad 1966 – 1975. 
Som forfatter er han kendt for bøgerne Au Tchad sous les étoiles ("Under stjernerne i Tchad", 1962) og Un enfant du Tchad ("Et barn af Tchad", 1967), som i store omfang er baseret på hans eget liv.